# Ariel Gómez
Ariel Rubén Gómez (Las Heras, Mendoza, 8 de agosto de 1962) es un exfutbolista argentino que jugaba como volante.

## Trayectoria

### Huracán Las Heras
Gómez debutó con la camiseta de Huracán Las Heras en 1981. En 1984 se coronó campeón de la Liga Mendocina y obtuvo la histórica clasificación al Campeonato Nacional 1985, la única participación del club en Primera División.

### Deportivo Maipú
En 1986 pasó a Deportivo Maipú. Con el equipo cruzado disputó el flamante Nacional B y llegó hasta cuartos de final por el segundo ascenso a primera división.

### Lanús
En 1987 llegó a Lanús. En el granate disputó una temporada.

### Deportivo Italiano
Para la temporada 1988/89 se unió a Deportivo Italiano. Con Italiano llegó hasta cuartos de final por el segundo ascenso.

### Central Córdoba
En 1989 pasó a Central Córdoba. En el equipo ferroviario jugó hasta 1992.

### Gimnasia de Mendoza
En 1992 volvió a Mendoza y se sumó a Gimnasia de Mendoza.

### Los Andes
En 1993 pasó a Los Andes. Con el mil rayitas obtuvo el ascenso a la B Nacional en 1994.

### Huracán de San Rafael
Regresó a su provincia natal en 1994, para jugar en Huracán de San Rafael. En el equipo sanrafaelino disputó una temporada.

### Atlético Tucumán
En 1995 viajó a San Miguel de Tucumán y se sumó a Atlético Tucumán. En el decano disputó una temporada.

## Clubes
| Club                  | País      |
| --------------------- | --------- |
| Huracán Las Heras     | Argentina |
| Deportivo Maipú       | Argentina |
| Lanús                 | Argentina |
| Deportivo Italiano    | Argentina |
| Central Córdoba       | Argentina |
| Gimnasia de Mendoza   | Argentina |
| Los Andes             | Argentina |
| Huracán de San Rafael | Argentina |
| Atlético Tucumán      | Argentina |

## Palmarés
| Título         | Equipo            | País      | Año  |
| -------------- | ----------------- | --------- | ---- |
| Liga Mendocina | Huracán Las Heras | Argentina | 1984 |